# Józef Lipski
Józef Lipski (n. 5 iunie 1894, Breslau, Reich-ul German – d. 1 noiembrie 1958, Washington, D.C., District of Columbia, SUA) a fost diplomat polonez, care a îndeplinit funcția de ambasador al Poloniei în Germania Nazistă între anii 1934 și 1939. Lipski a jucat un rol-cheie în politica externă a celei de-a Doua Republici Poloneze.

## Biografie
Lipski a urmat studii de drept și a fost încadrat în Ministerul Afacerilor Externe al Poloniei în 1925. A colaborat la elaborarea Pactului de neagresiune germano-polonez, semnat la 26 ianuarie 1934.
Lipski s-a întâlnit cu ministrul german de externe Joachim von Ribbentrop la Berchtesgaden, reședința montană de vacanță a lui Hitler, la 24 octombrie 1938. Ribbentrop a cerut Poloniei să accepte anexarea de către Germania a orașului liber Danzig, ceea ce Lipski a refuzat. Potrivit istoricului britanic AJP Taylor, cu doar câteva zile înainte de invazia Germaniei în Polonia, Lipski a refuzat, în ciuda îndemnurilor diplomaților britanici, să se întâlnească cu von Ribbentrop pentru a asculta cele mai recente solicitări ale Germaniei față de Polonia. Această anecdotă ilustrează atitudinea ministrului polonez de externe Józef Beck față de tactica lui Hitler de a face solicitări tot mai îndrăznețe și de a ridica mizele: Polonia nu va accepta solicitările germane de cedare a unor părți din teritoriul național. În urma solicitării repetate ale britanicilor ca Polonia să negocieze o soluție cu privire la chestiunea coridorului polonez, Lipski a telefonat în cele din urmă pentru a-i cere o audiență lui Ribbentrop în 31 august 1939, dar întâlnirea i-a fost refuzată după ce s-a aflat că diplomatul polonez urma să fie prezent doar în calitate de ambasador și nu avea mandat de ministru plenipotențiar pentru a semna un acord politic între cele două țări. Polonia a fost invadată a doua zi. Potrivit lui Taylor, germanii cunoșteau că Lipski avea o autoritate limitată de negociere.
În timpul celui de-al Doilea Război Mondial, Lipski a luptat ca voluntar în Divizia 1 Grenadieri Polonezi din Franța și mai târziu a fost membru al Statului Major General al Forțelor armate poloneze din vest. În 1951 Lipski s-a mutat în SUA și a reprezentat guvernul polonez în exil.

## Vezi și
- Coridorul polonez
- 1939 în Polonia
- Listă de polonezi celebri

## Legături externe
- Materiale selecționate din ziare despre  Józef Lipski în 20th Century Press Archives din cadrul Bibliotecii Naționale de Economie din Germania (ZBW)